# Livre di Saint Lucia
Il livre è stato la valuta di Saint Lucia fino al 1814. La valuta era costituita da dollari spagnoli o da real coloniali spagnoli tagliati in parti. Il livre era suddiviso in 20 sous, ciascuna dei quali suddiviso a sua volta in 12 deniers. L'escalin valeva 15 sous, mentre lo stampee valeva 3 sous e 9 deniers (ovvero ¼ escalin). Fino al 1813 12 escalins erano pari a 8 reales (ovvero a un dollaro spagnolo), dopodiché il rapporto divenne di 15 escalins per 8 reales. Nel 1851 fu introdotta la circolazione della sterlina.
Dalla fine del XIX secolo la valuta di Saint Lucia è il dollaro: prima il dollaro di Saint Lucia, quindi il dollaro delle Indie occidentali britanniche e, attualmente, il dollaro dei Caraibi orientali.

## Monete
Nel 1798 furono emesse monete da 2, 3, 4 e 6 escalins. Queste erano ottenute utilizzando un sesto, un quarto, un terzo e una metà delle monete da 8 reales, sulle quali venivano contromarcate le lettere "SL".
L'emissione del 1811 comprendeva monete da 3 stampees, 1, 1½ e 2 escalins. Le prime due erano realizzate utilizzando un quarto e un terzo delle monete da 2 reales, mentre i due tagli superiori erano ottenuti con un quarto e un terzo delle monete da 4 reales. Il 3 stampees era contromarcato con un cerchio merlato, mentre gli altri da 1, 1½ e 2 escalins erano contromarcati, rispettivamente, con uno, due e tre cerchi.
L'emissione finale del 1813 era composta da 3 e 9 escalins. Queste monete furono prodotte tagliande le monete da 8 realesin tre parti, con le due parti esterne, ciascuna delle quali consisteva in un quinto della moneta, da utilizzare come 3 escalins e la parte centrale, che consisteva in tre quinti della moneta, da utilizzare come 9 escalins. Queste erano tutte contromarcate con le parole "S:Lucie".